# Вили Маклин (фудбалер, 1904)
Вилијам Стјуарт Ленг (рођен као Вилијам Ленг Маклин ; Клајдбанк, 27. јануар 1904 — Давенпорт, Ајова, 6. новембар 1977) био је амерички фудбалер шкотског порекла. Доминантан играч током 1930-их и члан америчке репрезентације на Светском првенству у фудбалу 1934. године, Маклин је нестао без трага 1938. године. Његов нестанак је остао мистерија све до јуна 2022. године, када је истрага Пабла Маурера и Мета Пенца из „The Athletic ' открила детаље који стоје иза тог нестанка; Маклин је доживео нервни слом након вишеструких повреда главе и последњих 40 година живота провео је у низу јавних установа за ментално здравље.

## Каријера

### Чикаго
Рођен у Шкотској, Маклин је емигрирао у Сједињене Државе када је имао деветнаест година. Настанио се у Чикагу где се придружио Пулману, који је доминирао Чикашким лигама и Пил купом. У неком тренутку, прешао је у Канадијансе, а на крају у Бриклејерсе и Мејсонс. Године 1928, Бриклејерси су изгубили Национални куп изазова од Њујорк нешналса. Маклин и Бриклејерси су изгубили други Челенџ куп 1931. године када их је Фол Ривер победио са 2 : 1 у финалу.

### Сент Луис
Године 1932, Маклин се преселио у Сент Луис где је потписао уговор са Стиксом, Бером и Фулером из Фудбалске лиге Сент Луиса. Тим је отишао до финала Челенџ купа 1932. године, али је изгубио од Њу Бедфорд Вејлерса. Године 1933. и 1934. Маклин је коначно постигао успех у Челенџ купу када су Стикс, Бер и Фулер освојили две узастопне титуле Челенџ купа, уз две титуле у Фудбалској лиги Сент Луиса. Након победе у Челенџ купу 1934. године, тим је дошао под спонзорство Централних пивара. Централне пиваре у Сент Луису наставиле су успех који су доживеле под старим именом освојивши трећи Челенџ куп и титулу у лиги 1935. године, дајући Маклину три „дупле круне“ за три године. Тим је поново променио име 1935. године, овог пута у Сент Луис Шамрокс. Године 1936, Маклин се срушио током лигашке утакмице. Године 1937, након што је провео девет месеци у санаторијуму, вратио се у Чикаго.

## Репрезентација
Године 1930, Маклин је присуствовао двема од три пробне утакмице које су коришћене за одабир тима за Светско првенство у фудбалу 1930. године. Није био изабран. Године 1934, Маклин је ушао у репрезентацију САД за Светско првенство у фудбалу 1934. године. Маклин је први пут наступио за репрезентацију САД када су САД победиле Мексико резултатом 4 : 2 у квалификацијама за Светско првенство. САД су потом изгубиле од Италије у првом колу Светског првенства. Док се опорављао од слома 1936. године, Маклин је позван у национални тим за серију од три утакмице са Мексиком 1937. године, али није играо.

## Нестанак
Након повратка у Чикаго 1937. године, Маклин је изгледа остао по страни. Лета 1938. године, нестао је, остављајући за собом супругу Елизабет и младу ћерку. Годинама се претпостављало да је Маклин умро; 1944. године, осигуравајућа кућа Етна Лајф је објавила оглас у новинама „Midwest Soccer News“ тражећи информације о његовом боравишту. Упркос том напору, Маклин се више никада није појавио у јавности.
Пабло Маурер и Мет Пенц из ' „The Athletic“ завршили су 2022. године двогодишњу истрагу о мистериозном нестанку Маклина. Након његовог нестанка, Маклин је прво живео у Чикагу, а затим се преселио у Давенпорт, 1941. године. Променио је име у Вилијам Стјуарт Ленг како би избегао да га пронађу, радећи као механичар у локалној гаражи. Године 1946, Маклин је доживео још један нервни слом и смештен је у Институт за ментално здравље Маунт Плезант у Маунт Плезанту. Остао је тамо 13 година, подвргавајући се електроконвулзивној терапији и трансорбиталној лоботомији. Године 1959, Маклин је пребачен у Пајн Нол Хоум у Давенпорту, јавни објекат за помоћ старијим особама, где је преминуо 6. новембра 1977. године. Маклин је сахрањен на гробљу Сидар Парк у Калјумет Парку.